# 死刑囚042
《死刑囚042》（しけいしゅう おしに）是小手川瑜亞的漫畫作品，連載於週刊Young Jump，2002年3月開始並於2004年12月完結。單行本全5冊，台灣中文版由東立出版社代理。

## 故事
舞台為類似日本的近代法治國家。
曾經殺死7個人的死刑囚，042號（本名：田嶋良平）某日突然被押出單身牢房，參加一個代替死刑制度的新制度實驗。
這個實驗是讓殺人犯等的兇惡死刑犯24小時受監視地做社會服務，但會在他們腦中植入一種當情緒激動亢奮達到導致殺人的程度就會自動爆炸的晶片。
田嶋接受這個建議，讓晶片植入腦內，和以椎名博士為首的研究團隊 一同進入了作為實驗場所的集英高中……

## 主要人物
死刑囚042號／田嶋良平
故事主角，因為殺死7人而被捕，作為死刑犯每一天服刑，在參加椎名的實驗後慢慢變回普通人。因為編號為042，所以在集英高中被稱呼為「臨死鵝」。主要工作為清潔打掃和打理植物。性格冷淡，其實他本來性格坦率和善，經過椎名為首的實驗研究職員、由愛及綾野等人的愛，他自己也有各種各樣的發現和成長。故事最尾與椎名道出過去的心理創傷。
椎名
實驗的負責人與田嶋的顧問，是法務省研究所傑出人物。最初把田嶋當作為一名死刑罪犯來看，但逐漸接受他後，不知不覺成為獨一無二的朋友。當初參加廢止死刑實驗時，他其實也贊成死刑，但經過跟田島的交流後，開始深入地考慮到犯罪及生與死等。
下曾山由愛
集英高中的高中生，失明但感覺敏銳。田島來到高中第一天便與他接觸，和田嶋交流後，看到他積極性格，同時亦被他的和善吸引，最後更對田嶋產生感情。
古家綾野
幫助失明的由愛的義工。主要工作是把印刷的考試換成點字。雖然已婚，但在和田嶋交流後，被他的和善吸引，亦喜歡上他。

## 外部連結
- 小手川瑜亞的極樂監獄 （页面存档备份，存于）：作者小手川瑜亞的官方網站 （日語）